# Feldhockey-Afrikameisterschaft der Damen 1998
Die Feldhockey-Afrikameisterschaft der Damen 1998 war die dritte Austragung der Kontinentalmeisterschaft und fand vom 7. bis zum 11. November 1998 in Harare (Simbabwe) statt. Das Turnier mit vier teilnehmenden Mannschaften gewann Südafrika vor Kenia, Gastgeber Simbabwe und Ägypten.

## Ergebnisse
Die Hauptrunde der Afrikameisterschaft fand als einfaches Rundenturnier (Jeder gegen Jeden) statt.
| Pl. | Land      | Sp. | S | U | N | Tore   | Diff. | Punkte |
| --- | --------- | --- | - | - | - | ------ | ----- | ------ |
| 1.  | Südafrika | 3   | 3 | 0 | 0 | 029:20 | +27   | 6      |
| 2.  | Kenia     | 3   | 1 | 1 | 1 | 013:60 | +7    | 3      |
| 3.  | Simbabwe  | 3   | 1 | 1 | 1 | 08:60  | +2    | 3      |
| 4.  | Ägypten   | 3   | 0 | 0 | 3 | 01:370 | −36   | 0      |

|           | Sudafrika | Kenia | Simbabwe | Agypten |
| --------- | --------- | ----- | -------- | ------- |
| Sudafrika | —         | 5:1   | 4:1      | 20:0    |
| Kenia     |           | —     | 1:1      | 11:0    |
| Simbabwe  |           |       | —        | 06:1    |
| Agypten   |           |       |          | —       |

Das Finale wurde am 11. November 1998 ausgetragen.

|  | Finale |           |   |
|  |        |           |   |
|  |        |           |   |
|  | 1      | Südafrika | 5 |
|  | 2      | Kenia     | 0 |